# 김병학 (1922년)
김병학(金炳學, 1922년 ~ 1983년)은 광복군 비밀공작원으로 활동하던 일제강점기의 독립운동가이다. 경기도 시흥군(始興郡) 출신.
독립운동에 가담하여 중국으로 건너가 1944년 중국 쉬저우[徐州]에서 비밀결사대를 조직하였으며, 광복군의 공작대원으로 활동하여 이장식(李張植)과 접선하여 독립운동을 전개하였고다. 그 뒤 몽성 주둔 유격사령부를 거쳐 한국 광복군 제3지대에 편입되었다.
44년 7월부터 쉬저우 지구 한국광복군 지하공작책으로 밀파되어, 일본군과 만주군에 징집된 조선인 학도병을 소집, 광복군으로 인도하였고, 일본의 군사시설 파괴와 정보수집 등의 첩보활동, 군자금 모금 등의 활동을 하였다. 광복 후 1977년 건국포장을 수여받았다.